# Evonne Goolagong Cawley
Evonne Goolagong Cawley (n. 31 iulie 1951, City of Griffith⁠(d), Noul Wales de Sud, Australia) este o fostă jucătoare de tenis australiană, fost lider mondial și câștigătoare a Australian Open în 1974, 1975, 1976 și 1977, a French Open în 1971 și a turneului de la Wimbledon în 1971 și 1980.